# خایمه یکم
خایمه یکم آراگون (اسپانیایی: Jaime I de Aragón‎؛ ۲ فوریهٔ ۱۲۰۸ – ۲۷ ژوئیهٔ ۱۲۷۶) یکی از پادشاهان آراگون بود.